# Up from the Bottom
«Up from the Bottom» es una canción interpretada por la banda estadounidense de rock Linkin Park, incluida en la versión de lujo de su octavo álbum de estudio, From Zero (2024). Su lanzamiento como sencillo tuvo lugar el 27 de marzo de 2025 a través del sello Warner Records. La banda la compuso entre las giras desde su vuelta en 2024, y de acuerdo con Mike Shinoda, la pista está «impregnada de la electricidad de los primeros conciertos».

## Lista de canciones
| N.º | Título               | Duración |  |
| 1.  | «Up from the Bottom» | 3:03     |  |

## Créditos y personal
Linkin Park
- Emily Armstrong: voz, composición, guitarra rítmica en conciertos
- Colin Brittain: batería, composición, coproducción
- Brad Delson: guitarra, piano, composición, coproducción
- Dave Farrell: bajo, composición
- Joe Hahn: DJ, sampling, composición
- Mike Shinoda: rapping, teclados, coros, guitarra rítmica, composición, producción, ingeniería de audio